# 奇妙夢想城堡
奇妙夢想城堡是香港迪士尼樂園的標誌性建築物。2019年6月18日，香港迪士尼樂園度假區行政總裁楊善妮表示，全新面貌的「奇妙夢想城堡」象徵著勇氣、希望和無限可能。2020年11月2日，香港迪士尼樂園宣布於同年11月21日奇妙夢想城堡正式開放。迪士尼於城堡揭幕同日起，將設導賞服務，賓客可跟隨星級粉絲林嘉欣的聲音導賞，遊走城堡內外。導賞旅程可讓賓客360度欣賞城堡上每個塔樓、圓頂、尖塔及尖頂細節，以及當中從公主及女王故事得到靈感而創作的豐富顔色、標誌、圖案和裝飾。
2016年11月23日，香港政府與華特迪士尼公司就香港迪士尼樂園的擴建及發展計劃，達成原則性協議，雙方共同注資總額109億元，其中政府注資58億元，在樂園第一期用地分階段引入全球獨有的《漫威英雄》、《魔雪奇緣》兩大主題園區，更擴建睡公主城堡，加設表演場地等，擴建工程預期于2018至2023年間分階段落成。
2017年12月9日，香港迪士尼樂園睡公主城堡宣佈將於2018年1月2日起正式圍封，動工擴建，屆時煙花表演會一併暫停，直至城堡完工為止。園方並且公布城堡初步構思，城堡將增加最少13個尖塔，分別代表14個迪士尼公主/女王的故事。
2019年8月26日，香港迪士尼樂園宣布，正在擴建的原「睡公主城堡」將正式命名為「奇妙夢想城堡」，新城堡現正吊裝多個具建築特色及工藝的塔樓及尖塔，配合多個迪士尼公主故事主題。新城堡於2020年開幕，會增設全新夜間及日間表演節目。

## 迪士尼尋夢奇緣
2021年5月17日，奇妙夢想城堡開幕近半年，香港迪士尼樂園公布，以「奇妙夢想城堡」為佈景，全新日間《迪士尼尋夢奇緣》舞台匯演將於6月30日登場。樂園同時預告，稍後亦會推出夜間表演。 《迪士尼尋夢奇緣》共6幕滙演全長約20分鐘，6月30日起每日會在「奇妙夢想城堡」舞台演出4至5場，香港迪士尼樂園度假區娛樂事務及服裝部創作總監華文迪透露，演出籌備過程長達逾兩年，整個表演約有20多名表演者，其中主題歌曲為全新原創歌《Follow Your Dreams》，冀帶出堅持追夢的信息，另有多首重新編製的經典主題曲，如將《優獸大都會》內的「Try everything」改成K-pop風格。除經典角色如米奇老鼠、米妮老鼠、唐老鴨等外，其他迪士尼角色包括《玩轉極樂園》主角米哥和電影中7米長的靈獸比比塔、《冰雪奇緣》主角愛莎、《優獸大都會》主角朱迪及阿力等亦會出現，
2022年6月，「迪士尼尋夢奇緣」夏日限定版登場，表演加入噴水效果，為炎炎夏日降降溫。但基於出現「不可預見嘅情況」而把原來的20分鐘縮短為5分鐘。

## 迪士尼星夢光影之旅
2022年5月25日，香港迪士尼樂園宣布，由6月中起，「奇妙夢想城堡」將加入「迪士尼星夢光影之旅」夜間匯演，於揭幕後的首兩個月、每星期將演出四至五場，揉合燈光、激光、噴泉、火焰及煙花效果，並配合迪士尼受歡迎的角色、故事及樂章，再度交織出如夢似幻的魔法之旅。迪士尼表示，匯演共分七個章節，包括人生六個不同階段的重要章節及最終章，並以近40個迪士尼及彼思動畫製作室的經典故事，和約150個迪士尼朋友的情節築成，過程期間將有20首迪士尼歌曲，以及一首原創歌曲「LOVE THE MEMORY」。
2022年9月9日，「迪士尼星夢光影之旅」表演期間無故發生故障，短短30秒的開場令賓客憤怒地離開，甚至包圍市鎮會堂要求作出賠償。
2022年12月2日至12月5日，為悼念已故中國共產黨第三代領導核心、前中共中央總書記江澤民，「迪士尼星夢光影之旅」表演宣布將停止煙火及煙花效果。
2025年6月28日，為慶祝香港迪士尼樂園20週年慶典，推出20週年特別版「迪士尼星夢光影之旅：星空派對」，升級版更加入了投影及無人機表演，並延伸到整條美國小鎮大街。

## 外部連絡
- 奇妙夢想城堡 （页面存档备份，存于） 香港迪士尼樂園官方網站—遊樂設施